# Bonnetsville
Bonnetsville és una concentració de població designada pel cens dels Estats Units a l'estat de Carolina del Nord. Segons el cens del 2000 tenia 390 habitants.

## Demografia
Segons el cens del 2000, Bonnetsville tenia 390 habitants, 148 habitatges i 108 famílies. La densitat de població era de 46 habitants per km².
Dels 148 habitatges en un 31,8% hi vivien nens de menys de 18 anys, en un 52,7% hi vivien parelles casades, en un 14,2% dones solteres, i en un 27% no eren unitats familiars. En el 20,9% dels habitatges hi vivien persones soles el 5,4% de les quals corresponia a persones de 65 anys o més que vivien soles. El nombre mitjà de persones vivint en cada habitatge era de 2,64 i el nombre mitjà de persones que vivien en cada família era de 3,06.
Per edats la població es repartia de la següent manera: un 25,9% tenia menys de 18 anys, un 9% entre 18 i 24, un 31,8% entre 25 i 44, un 25,4% de 45 a 60 i un 7,9% 65 anys o més.
L'edat mediana era de 35 anys. Per cada 100 dones de 18 o més anys hi havia 99,3 homes.
La renda mediana per habitatge era de 35.125 $ i la renda mediana per família de 39.531 $. Els homes tenien una renda mediana de 28.125 $ mentre que les dones 16.500 $. La renda per capita de la població era de 12.793 $. Entorn de l'11,7% de les famílies i el 13% de la població estaven per davall del llindar de pobresa.

## Poblacions més properes
El següent diagrama mostra les poblacions més properes.